# Фридрих Карл Прусский (1919—2006)
Фридрих Карл Виктор Стефан Кристиан Прусский (нем. Friedrich Karl Viktor Stephan Christian von Preußen; 13 марта 1919, Охотничий дворец Глинике — 19 июня 2006, Мальорка) — представитель династии Гогенцоллернов. Прапраправнук короля Пруссии Фридриха Вильгельма III.

## Биография
Фридрих Карл родился 13 марта 1919 года в охотничьем дворце Глинике. Его родителями являются Фридрих Сигизмунд Прусский (1891—1927) и его жена Мария Шаумбург-Липпская (1897—1938). Он был назван в честь своего прадеда по мужской линии, Фридриха Карла Прусского (1828—1885). Фридрих Карл был сыном Карла Прусского, третьего сына короля Пруссии Фридриха Вильгельма III.
В 1931 году, после смерти деда, Фридрих Карл стал владельцем дворцового комплекса Глинике. Часть комплекса была передана Берлину в 1935 году, а остальная часть была приобретена городом в 1939 году. В 1984 году он подал иск властям Берлина о возврате собственности, поскольку продажа в то время, произошла только под угрозой принудительной экспроприации со стороны властей Германии. Дело было решено в пользу Берлина в 1987 году. Повторный иск был отклонён в 1989 году.
В 1959 году участвовал в создании фильма «Между счастьем и короной»
Фридрих Карл Прусский умер 19 июня 2006 года в возрасте 87 лет на испанском курортном острове Мальорка, где он прожил в уединении последние несколько лет. Как последний представитель своей ветви, он был похоронен в Принценфридхофе, наследственном захоронении Гогенцоллернов в парке Кляйн-Глинике, который является объектом Всемирного наследия.

## Личная жизнь
Первый раз он женился 13 декабря 1961 года на английской дворянке, Гермионе Стюарт (1925—1969), старшей дочери 19-го графа Морей. 2 сентября 1969 года Гермиона погибла в результате падения с лошади.  Второй раз Фридрих женился на Адельгейде фон Бокум (род. 1943) 11 февраля 1974 года. Брак был недолгим и закончился разводом в 1978 году. Оба брака оказались бездетными.